# Montours
Montours korábbi község Franciaországban, Ille-et-Vilaine megyében. Lakosainak száma 1105 fő (2018. január 1.). Montours Le Châtellier, Coglès, Le Ferré, Poilley, Saint-Étienne-en-Coglès, Saint-Germain-en-Coglès és La Selle-en-Coglès községekkel határos.
2017. január 1-jén Coglès és La Selle-en-Coglès korábbi községgel egyesült és az így létrejött Les Portes du Coglais új község része lett.

## Népesség
A település népességének változása:
| Lakosok száma | 1070 | 1074 | 2423 | 1082 | 1105 |
|               | 2013 | 2015 | 2016 | 2017 | 2018 |